# Chikka-Allapur, Sindgi
Chikka-Allapur là một làng thuộc tehsil Sindgi, huyện Bijapur, bang Karnataka, Ấn Độ.